# Auteini
Los Auteini (Αύτεινοι) o Uaithni eran un grupo tribal de la antigua Irlanda conocidos por una única mención del geógrafo Claudio Ptolomeo. emplazados en el actual condado de Galway. En la temprana Edad Media se les identifica en el noroeste de la isla, en el actual condado de Limerick y una parte del condado de Tipperary, y existen evidencias que una vez también habitaron la orilla oeste del río Shannon. 
Se conocen dos ramas de los Auteni: los Uaithni Cliach, correspondientes a la tardía baronía de Owney en el condado de Limerick, y los Uaithni Tire en el condado de Tipperary. En la cronología irlandesa Anales de los cuatro maestros se menciona a:
- La muerte de Ainle, hijo de Cathan, señor de los Uaithni Cliach, asesinado por los vikingos en el año 914 d. C.
- Dubhdabharc, hijo de Maelmordha, señor de los Uaithni Tire, en el año 949 d. C.
- Eochaidh Ua Loingsigh, señor de los Uaithni Tire, en el año 1080
- Cuilen Ua Cathalan, señor de los Uaithni Cliach, en el año 1107.[2]

## Etimología
Su nombre deriva de una palabra del idioma proto-celta *Autēniī,